# Marcelo Azcárraga y Palmero

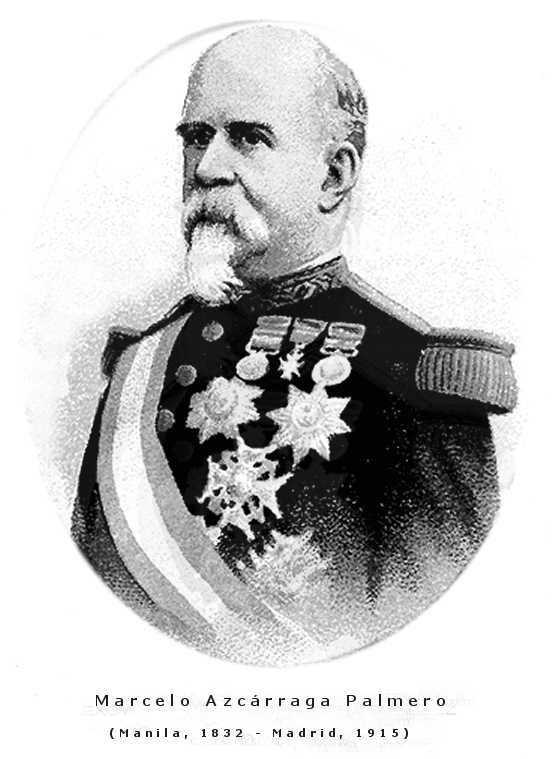
Caricatura del General Azcárraga per M. Moliné, treta de la Campana de Gràcia (1896)

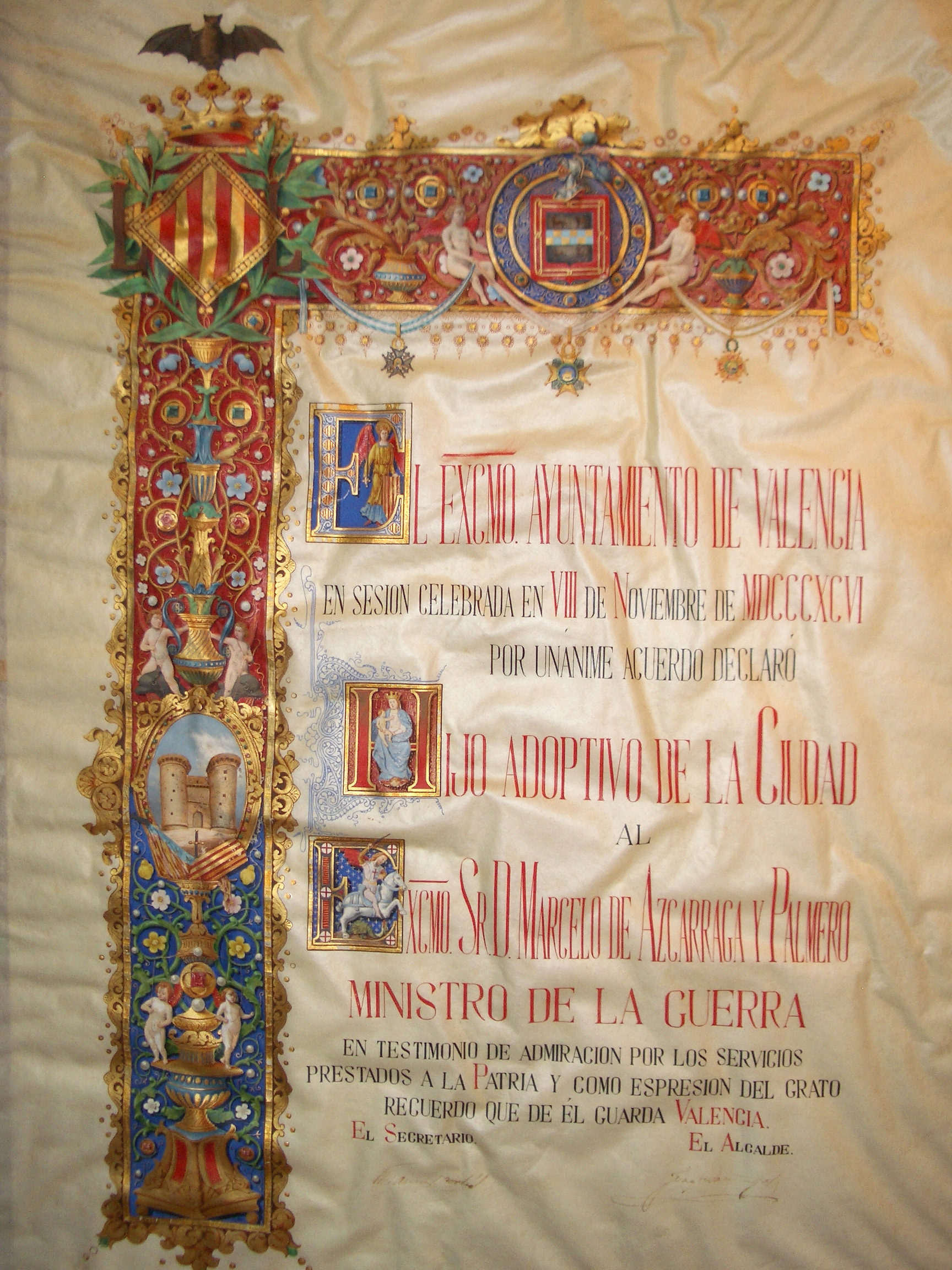
Pergamí pel que l'Ajuntament de València
nomena fill adoptiu Marcelo de Azcárraga el 8 de novembre de 1896.

Marcelo Azcárraga y Palmero (Manila, 4 de setembre de 1832 - Madrid, 30 de maig de 1915) fou un militar i polític espanyol, germà de Manuel de Azcárraga Palmero, tres cops president del govern d'Espanya durant la restauració borbònica.

## Biografia

### Primers anys
Va néixer a Manila, Filipines. Era fill del general José Azcárraga, natural de Biscaia, i María Palmero, una mestissa filipina d'Albay. Va estudiar dret en la Universitat de Santo Tomás a Manila i a continuació, va entrar a l'Escola de Nàutica, on va obtenir el primer premi en matemàtiques. Va ser enviat a Espanya pel seu pare per assistir a l'acadèmia militar i en tres anys va obtenir el grau de capità.
A l'edat de 23 anys, va ser guardonat amb la Creu Llorejada de Sant Ferran. Va ser enviat a diverses colònies d'Espanya, també participà en les expedicions espanyoles a Mèxic en suport de Maximilià I (1861-1862) i a Santo Domingo (1864-1865). Va formar part del cos expedicionari comandat per Prim a Cuba. Va retornar a Espanya en 1866. Posteriorment, va tornar a Cuba i es va casar amb una de les filles de la família Fesser, propietaris i fundadors del Banco y Casa de Fesser Seguros.

### Etapa política
Després de prendre part en el derrocament d'Espartero en 1856, va ser destinat en servei a Cuba, per passar a representar a Espanya en l'ambaixada a Mèxic. Quan el govern va sufocar la revolta de Prim en 1866 va ser ascendit a coronel pel seu comportament lleial. Es va adherir al moviment que va destronar Isabel II en 1868, i fou ascendit a brigadier i subsecretari de la guerra sota el gabinet de Manuel Ruiz Zorrilla (1872-1873). Va dimitir del càrrec durant els primers dies de la República, quan fou dissolt el cos d'artilleria.
Durant la Primera República Espanyola fou nomenat cap d'estat major de l'exèrcit encarregat de reprimir la insurrecció cantonalista de Cartagena. Participà activament en el cop d'estat de Martínez Campos de 1874 i assolí el grau de mariscal de camp. A les eleccions generals espanyoles de 1876 fou elegit diputat per Morella del Partit Conservador i fou nomenat subsecretari de guerra (1875-1878).
El 1879 fou escollit senador per la província de Castelló, el 1884-1885 per Navarra i des de 1891 senador vitalici. De 1884 a 1892 fou Capità General de València i Ministre de Guerra el 1890-1892, el 1895-1897 i el 1899.
Després de l'assassinat de Cánovas del Castillo (1897) fou nomenat president del Consell de Ministres, càrrec que tornà a ocupar el 1900, quan es produí en favor de la causa de Carles de Borbó i Àustria-Este el fracassat alçament de Badalona i altres viles catalanes i del País Valencià liderat per Salvador Soliva, i que tornà a ocupar el 1904. El 1906 fou nomenat membre del Consell d'Estat d'Espanya i el 1911 senador per dret propi. El 1914 fou nomenat president del Senat d'Espanya.

### Últims anys
En el seu retir a l'edat de 72 anys, fou nomenat cavaller de l'Orde del Toisó d'Or, per la seva incansable defensa de la monarquia espanyola i per mantenir a Espanya en relativa pau. Anteriorment, ja havia rebut la Creu Llorejada de Sant Ferran, la qual cosa li proporcionava una pensió vitalícia. El 8 de novembre de 1896 va ser nomenat fill adoptiu de la Ciutat de València. Va morir el 30 de maig de 1915, a les 12:10 del migdia, a Madrid; seria enterrat l'endemà a la Sacramental de San Isidro.
La seva filla, Margarita de Azcárraga Fesser, es casà amb Tomás Trénor Palavicino, pares de Tomás Trénor Azcárraga.